# F902iS
FOMA F902iS（フォーマ・エフ きゅう まる に アイ・エス）は、富士通によって開発された、NTTドコモの第三世代携帯電話 (FOMA) 端末製品である。

## 概要
902iSシリーズとしてSH902iS、P902iS、D902iS、N902iSに次いで最後に発売された。
外観の特徴としてデジタルオーディオプレーヤー風の外観を採用。iPod等をイメージするデザインになっている。背面にカメラ、モノクロ液晶、タッチセンサー式のボタンを採用している。カメラの突起部を除けば、F902iSは19.7mmと902iSシリーズ中最薄の端末である。
これまでの富士通製端末同様に、指紋認証センサーを搭載している。本機種で初めて指紋認証センサーの位置が背面に移動した。これにより、これまでの機種では両手で指紋認証を行わないといけなかったが、片手で認証できるようになったことで、端末を閉じたままで認証できるようになった。これまでは、指紋認証センサーとパスワードの併用しか使用できなかったが、本機種より新たに指紋のみでの認証も選択できるようになった。
外部メモリーはminiSD（2GBまで：ドコモ発表）対応である。カメラ性能はオートフォーカス対応CMOS約320万画素(有効画素数:約310万画素)。手ぶれ補正にも対応しているが、手ぶれ補正機能を有効にした時の有効画素数は約120万画素程度になる。テレビ電話用のサブカメラはCMOS約11万画素。
ボタンの発光色は赤色。
日本語入力はF902iに引き続き、ATOKを採用。また、明朝体のリュウミンフォントを採用している。ドコモの携帯電話で初めて、Windows Media Audio形式の音楽ファイル再生に対応、またデジタル著作権管理 (Digital Rights Management) に対応している事により、Napster等の有料音楽配信サイトの利用も出来る。利用に関しては、付属のUSBケーブル、Windows XP及びWindows Vista対応パソコン、Windows Media Player10以上が必要となる。2006年10月1日から2007年3月31日までNapsterを2週間無料で使えるキャンペーンを行っていた。
プリインストールiアプリは「A列車で行こうi forF」、「Mobile三國志2」、「ZOOKEEPER DX F」、「ロジックパズル F」、「フリーセル」、「Gガイド番組表リモコン」、「DCMXクレジットアプリ」、「ケータイクレジットiD」、「電子マネー Edy」。富士通製FOMAとして初めて、フルブラウザ（NetFront）を搭載した。
902iSシリーズの共通機能として、1.7GHz帯の対応、DCMXアプリのプリセット、着もじ、おまかせロック、外部メモリへのコンテンツ移行（SDバインディング)、デコメール署名、電話帳預かりサービス、パケット通信中のテレビ電話対応等がある。
また、902iSシリーズの中では付属品が豊富で、保証対象外になるが、PC接続用のUSBケーブルや、音楽プレーヤー用のマイクスイッチが付いている平形からステレオミニプラグへのイヤホンジャック変換アダプタが標準で付属している。また、2006年7月まで「F902iSミュージックモニターキャンペーン」のアンケートに答える事で、64MBのminiSD、オリジナルヘットフォン、専用ポーチ、F902iS使いこなしBOOK、OnGenの500円分の利用券もれなく貰えるキャンペーンを行っていた。

## メーカーによる宣伝
テレビコマーシャルには、前モデルのF902iに続き、オダギリジョーが出演。ライブステージをイメージしたCMで、音楽機能について強調している。CM曲のチェリー・ザ・ダストマンも勝手にしやがれの演奏でオダギリジョー本人が歌い、2006年8月23日にCD発売された。

## 歴史
- 2006年3月23日：技術基準適合証明 (TELEC) 通過
- 2006年3月31日：電気通信端末機器審査協会 (JATE)通過
- 2006年5月11日：D902iS、P902iS、N902iS、SH902iS、SO902iWP+、N902iX HIGH-SPEED、DOLCE SL、SA702i、SO702i、M2501 HIGH-SPEEDと同時にドコモよりプレスリリース
- 2006年6月16日：発売開始

## 不具合
- NTTドコモ及び富士通より、特に報告はない。